# Albert Renold
Albert Ernst Renold (* 10. Juli 1923; † 21. März 1988) war ein Schweizer Mediziner, der sich mit dem Diabetes befasste.
Renold wurde 1948 in der Schweiz in Medizin promoviert (M. D.) und ging dann in die Diabetes-Forschung an die Harvard Medical School in Boston. Er war dort ein Schüler von Elliott Proctor Joslin. Renold wurde dort Direktor des Baker Clinic Research Laboratory (später Elliott P. Joslin Research Laboratory). 1963 wurde er Professor an der Universität Genf, wo er das Institut de Biochemie Clinique gründete.
1950 wies er einen Einfluss von Insulin auf die Bildung von Fettgewebe nach.
1967 erhielt er den Otto Naegeli-Preis. Die American Diabetes Association verlieh ihm 1974 mit der Banting-Medaille ihre höchste Ehrung. 1986 erhielt er den König-Faisal-Preis für Medizin.
Er war 1965 Mitgründer und erster Sekretär der European Association for the Study of Diabetes (EASD) und 1974 bis 1977 deren Präsident. Die EASD benannte ein Stipendium (Albert Renold Fellowship) und einen Preis (Albert Renold Prize Lecture) nach Renold, ebenso ist ein Preis der American Diabetes Association nach ihm benannt.